# 張継 (民国)
張 継（ちょう けい）は、中華民国の政治家。中国同盟会以来の革命派人士で、中国国民党でも要職をつとめた。西山会議派に参加するなど国民党内反共右派の人物としても知られる。旧名は溥。字は溥泉。祖籍は山東省。
張氏は1929年6月から1947年12月まで輔仁大学の初代理事長を務めた。

## 事跡

### 中国同盟会での活動
地主の家庭に生まれる。16歳の時に蓮池書院で学び、1899年（光緒25年）、日本に留学して東京善隣書院、東京専門学校（後の早稲田大学）で政治経済を学ぶ。ルソーの思想の影響を受け、反清活動に参加し、1902年（光緒28年）に孫文と知り合っている。翌年、弁髪を切り落としたことを清朝の留学生監督官に咎められ、帰国を強制された。
帰国後、上海で、章炳麟らと雑誌『蘇報』を創刊したが、まもなく発禁処分に遭い、『国民日日報』を改めて創刊した。1904年（光緒30年）、湖南省に赴いて黄興の活動に加わったが、高官襲撃事件の容疑者として清朝に一時拘留されてしまう。釈放後、日本に再び赴き、留学生会総幹事となった。翌年、張継は中国同盟会に加入して同盟会本部司法部判事となる。さらに機関報『民報』の編輯人兼発行人となり、梁啓超ら立憲派との論争を行った。1908年（光緒34年）、フランスに向かい、李石曽らと雑誌『新世紀』を創刊した。この頃の張継は、無政府主義に傾倒している。

### 中国国民党での活動
辛亥革命後、同盟会本部が南京に遷るに伴い、張継も帰国して交際部主任兼河北支部長に任命された。1913年（民国2年）、国民党として国会議員に当選し、参議院議長に選出される。同年の二次革命（第二革命）失敗後は、主に欧米で活動し、1920年（民国8年）以降、孫文の下で中国国民党組織のために奔走する。当初、張継は孫文の唱える聯ソ聯共に賛成であった。しかし張継が実際にソ連との交渉を担当すると、ソ連側が国民党への兵器供与等に消極的であったことなどから、不信感を抱くようになる。
1924年（民国13年）1月、中国国民党第1回全国代表大会が開催され、張継は第1期中央監察委員に選出された。しかし、この頃から早くも、張継は孫文の三大政策に反対する姿勢を公開している。同年8月、孫文に共産党との決別を迫ったが、かえって譴責を受けてしまい、張継は上海に引きこもることになった。孫文死後の1925年（民国14年）11月、謝持・鄒魯らの西山会議派に参加し、引き続き反共姿勢をとり続ける。翌年3月には、西山会議派による国民党第2回全国代表大会に参加し、中央執行委員に選出された。

### 反共活動の維持

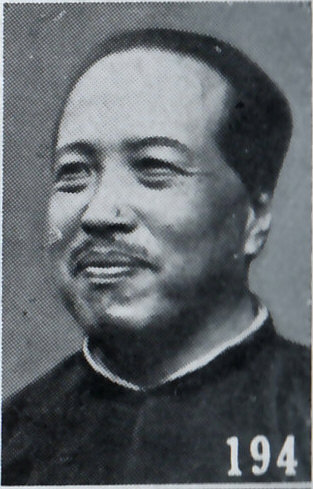
張継別影（『最新支那要人伝』1941年）

1927年（民国16年）の南京・武漢・上海合流後、張継は蔣介石を支持して国民政府で経歴を重ねていく。1928年（民国17年）10月、司法院副院長兼北平政治分会主席となり、翌年3月の第3回全国代表大会において中央監察委員に任命された。1931年（民国20年）12月、立法院長に選出されたものの、実際に就任することなく翌年1月に辞任した。同年、西京籌備委員会委員長となり、1933年（民国22年）には国民党華北弁事処主任を務めた。
1937年（民国26年）2月、国民党5期3中全会において、宋慶齢・何香凝・馮玉祥らと、聯共の三大政策復活提案に一時は賛成しようとしたが、直前になって撤回、離脱した（代わりに李烈鈞がこの提案に参加している）。日中戦争終結後の1946年（民国35年）春に開かれた国民党6期2中全会では、（旧）政治協商会議の内戦回避を求める提案等に反発し、張継は、強固に反共の主張を続けてこれを国民党に受け入れさせなかった。張継らのこの政治行動は、国共内戦勃発の主要原因の1つともなっている。1947年（民国36年）、国史館館長となっている（1940年から国史館設立準備の主任委員を務めていた）。
同年12月15日、死去。享年66。